# 田婴
田嬰（？—？），媯姓，田氏，名嬰，也作陳嬰、田宴、陳宴，中國战国时期齊國人，號靖郭君。孟嘗君田文之父，齊威王的兒子，齊宣王的弟弟。

## 生平
根據《史記》，齊宣王七年，田嬰出使韓國、魏國，讓韓魏歸服。齊宣王九年，田嬰任齊相，和魏國互相承認稱王。齊宣王十年，楚國不滿田嬰，在彭城打敗齊軍，要齊王驅逐田嬰，田嬰派張丑勸服楚王才作罷。齊湣王三年，封田嬰於薛（今山東省青州市），任相十一年。
根據《資治通鑒》，周顯王三十五年（前334年），齊魏互相承認稱王，顯王四十八年（前321年），封田嬰於薛，田嬰準備在薛築城，被勸說後中立（《史記》和《通鑒》的年份相同，唯齊威王、宣王、湣王年數及在位年代有所出入）。
根據近人綜合史料考証，齊威王二十四年（前333年），楚國不滿田嬰，在彭城打敗齊軍，要齊王驅逐田嬰，田嬰派張丑勸服楚王才作罷。威王三十五年（前322年）四月，封田嬰於薛；十月，薛邑完工。威王三十六年（前321年），田嬰來朝齊國。威王三十七年（前320年），齊威王薨，田嬰初封彭城。